# Fukienogomphus
Fukienogomphus is een geslacht van libellen (Odonata) uit de familie van de rombouten (Gomphidae).

## Soorten
Fukienogomphus omvat 3 soorten:
- Fukienogomphus choifongae Wilson & Tam, 2006
- Fukienogomphus prometheus (Lieftinck, 1939)
- Fukienogomphus promineus Chao, 1954